# ﭖ
ﭖ‬ – litera rozszerzonego alfabetu arabskiego, wykorzystywana w językach: paszto, perskim i urdu. Używana jest do oznaczenia dźwięku [p], tj. spółgłoski zwartej z retrofleksją bezdźwięcznej. 
Litera ta występowała także w alfabecie języka osmańskiego.

## Postacie litery
| Postać: | izolowana | końcowa | środkowa | początkowa |
| ------- | --------- | ------- | -------- | ---------- |
| Wygląd: | ﭖ‬         | ـﭖ‬      | ـﭖـ‬      | ﭖـ‬         |

## Kodowanie
| Znak                   | پ                 | پ                 |
| ---------------------- | ----------------- | ----------------- |
| Nazwa w Unikodzie      | Arabic Letter Peh | Arabic Letter Peh |
| Kodowanie              | dziesiątkowo      | szesnastkowo      |
| Unicode                | 1662              | U+067E            |
| UTF-8                  | 217 190           | d9 be             |
| Odwołania znakowe SGML | &#1662;           | &#x067E;          |